# Dysstroma rufescens
Dysstroma rufescens là một loài bướm đêm trong họ Geometridae.